# ジュネーブ海軍軍縮会議
ジュネーヴ海軍軍縮会議（ジュネーヴかいぐんぐんしゅくかいぎ、Geneva Naval Conference）は、1927年6月20日から8月4日にかけてスイスのジュネーヴで開かれた、補助艦の制限に関する国際軍縮会議である。

## 概要
第一次世界大戦後における海軍軍縮問題に関しては、1921–22年のワシントン会議で締結されたワシントン海軍軍縮条約により、主力艦（戦艦と空母）については建造規制と保有総数が確定していたが、補助艦（巡洋艦や潜水艦など）については依然として未解決のままの状態だった。しかも条約締結後補助艦の性能が著しく向上したことから、その制限は列強の間で急務とみなされていた。そこで1927年、アメリカのクーリッジ大統領の提唱により、アメリカ・イギリス・日本の代表がジュネーブに集まり、6月20日から軍縮会議が始まった。日本からは元海軍大臣で朝鮮総督の齋藤實と元外務大臣の石井菊次郎が全権として出席した。
当時の田中義一内閣は欧米に対しては協調路線で臨む方針だったが、会議ではアメリカの「比率主義」とイギリスの「個艦規制主義」が対立、両国の主張は平行線をたどり、そのまま何の妥協も見ることなく8月4日に決裂してしまった。このため補助艦制限条約は仕切り直しとなり、1930年のロンドン海軍軍縮会議で再び討議が行われることになる。